# 克利爾斯普林鎮區 (印地安納州拉格蘭奇縣)
克利爾斯普林鎮區（英語：Clearspring Township）是位於美國印地安納州拉格蘭奇縣的一個行政鎮區。

## 地方資料
根據2010年美國人口普查的數據，克利爾斯普林鎮區的面積為93.20平方千米，當中陸地面積為92.30平方千米，而水域面積為0.90平方千米。當地共有人口4181人，而人口密度為每平方千米44.86人。